# Fuerte Estrella
El Fuerte Estrella o Fuerte Stella (en italiano, Forte Stella) es una fortificación costera, a modo de castillo, situada en el municipio de Monte Argentario, Italia. Se encuentra cerca de Porto Ercole, en un promontorio que se eleva al oeste de la población, no lejos de la playa (spiaggia) dello Sbarcatello (del desembarco). En el pasado, fue uno de los baluartes del sistema defensivo del promontorio del Argentario.

## Historia
La fortificación fue construida por los españoles en la segunda mitad del siglo XVI cuando toda la zona pasó a formar parte del Estado de los Reales Presidios, uno de los puntos estratégicos de todo el sistema defensivo. Ocupó el lugar donde se alzaba el fuerte de San Hipólito, de origen renacentista, que representaba una de las piedras angulares del sistema defensivo preexistente de la parte sureste del promontorio del Argentario. Una parte de ese fuerte se incorporó y readaptó a la parte central de la nueva fortificación. Desde su situación era posible la comunicación visual con la torre del Avvoltore al oeste, con la fortaleza aldobrandesca de Porto Ercole e incluso con la torre de San Pancracio en el promontorio de Ansedonia, al este.
Las obras se llevaron a cabo tras la construcción del Fuerte Felipe y tras la remodelación de la antigua fortaleza aldobrandesca, fortificaciones ambas situadas en la zona habitada de Porto Ercole. Para la construcción del nuevo complejo fortificado, los españoles se dirigieron a Cosme I de Médicis, quien confió la dirección de las obras a los arquitectos Bernardo Buontalenti y Giovanni Camerino, que elaboraron el proyecto para la estructura defensiva en 1558. La parte central preexistente, de época renacentista, se construyó probablemente según el proyecto del ingeniero militar Francesco di Giorgio Martini.
El lugar elegido para la construcción de la estructura defensiva fue donde se alzaba el fuerte de San Hipólito, de origen renacentista, que representaba una de las piedras angulares del sistema defensivo preexistente de la parte sureste del promontorio del Argentario: una parte de ese fuerte se incorporó y readaptó a la parte central de la nueva fortificación.
La construcción de la tan gran fortificación llevó tanto tiempo que los dos arquitectos a los que el rey Felipe II de España encargó directamente el proyecto no llegaron a verla terminada, pues las obras no finalizaron hasta la segunda mitad del siglo XVII, aunque se siguió hasta el plan trazado en el siglo anterior (en una representación de 1646, la estructura fortificada estaba aún incompleta, apareciendo con una planimetría algo diferente a la inicial).
Las funciones que desempeñó la fortaleza en el pasado fueron principalmente de avistamiento, gracias a la posibilidad de una excelente observación a lo largo de un tramo de costa que va desde la orilla sur del Argentario hasta el promontorio de Capo Linaro, más allá de la ciudad de Civitavecchia. 
El gradual desmantelamiento militar tiene lugar durante el siglo XIX, cuando toda la zona pasó primero al Gran Ducado de Toscana y después al Reino de Italia. En los años siguientes a la Unificación de Italia, se decidió la retirada definitiva de sus funciones militares. Toda la estructura fortificada, que sigue siendo propiedad del Estado, fue restaurada en la década de 1990, recuperando su antiguo esplendor.

## Descripción
El Fuerte Stella se presenta como una imponente fortificación, caracterizada por la presencia de dos fortalezas, una exterior y otra interior.
La zona en la que se erige la obra militar está delimitada por una muralla exterior que se desarrolla en forma cuadrangular, con un gran bastión hexagonal central. Las cortinas de la muralla exterior, con base escarpada, encierran el espacio interior sobre el cual se eleva el fuerte propiamente dicho; en el pasado, había un sistema de fosos en el exterior que hacía el acceso al complejo aún más protegido y seguro. Para superar la muralla es necesario recorrer una larga rampa en ascenso que conduce a la puerta que se abre en el lado noreste de la cortina exterior. La puerta de acceso al complejo, sobrepasada por un arco de medio punto apoyado en dos cordones horizontales, está precedida por un puente que ha sustituido en época moderna al perdido puente levadizo original. El tramo de muralla donde se abre la puerta está protegido por un revellín, realizado solo en el siglo XVIII, donde destacan dos largas rendijas verticales flanqueadas por una tronera a cada lado, que protegían aún más la entrada al fuerte, proporcionando mayores garantías de seguridad en el control de los accesos. Cabe destacar, finalmente, la presencia de dos grandes escudos a lo largo de la fachada frontal.
El área encerrada dentro del fortín externo bastionado constituye la base sobre la cual se erige el fuerte propiamente dicho, construido sobre el preexistente fuerte San Hipólito. Es una gran torre-bastión, de planta estrellada con seis puntas, de muros muy gruesos y altos, soportados por una poderosa base delimitada superiormente por una cornisa marcaplantas, sobre la cual descansa el parapeto, dotado de un paseo de ronda, que delimita la amplia terraza superior, originalmente utilizada por los centinelas para funciones de avistamiento y para enviar señales luminosas a las otras torres en caso de peligro. A lo largo de las cortinas murales del fortín interno se abren varias troneras, como protección adicional del corazón de la estructura defensiva costera. En la esquina este del fortín interno se ha conservado una de las garitas originales con campanario de vela que caracterizaban inicialmente cada esquina del fuerte.
El espacio interior se usa para exposiciones temporales y muestras culturales durante el período estival. La iluminación natural de los espacios interiores se debe a una apertura en forma de hexágono que se abre en el centro de la terraza superior.